# Estación de Betanzos-Infiesta
Betanzos-Infiesta (en gallego Betanzos-Infesta) es una estación ferroviaria situada en el lugar de Infiesta, al suroeste de la villa española de Betanzos, en la provincia de La Coruña, en la comunidad autónoma de Galicia.
En ella confluyen la línea León-La Coruña y el ramal a Ferrol. Dispone de servicios de Larga y Media Distancia operados por Renfe. Hay otra estación, Betanzos-Ciudad, más próxima al casco urbano de Betanzos.

## Situación ferroviaria
La estación, situada a 104 metros de altitud, forma parte de los trazados de las siguientes líneas férreas:
- Línea férrea de ancho ibérico Línea León-La Coruña, punto kilométrico 524,515,[2] entre las estaciones de Oza dos Ríos y Cecebre.
- Línea férrea de ancho ibérico Betanzos-Ferrol, punto kilométrico 0,000.[2]

## Historia
La estación fue inaugurada el 10 de octubre de 1875 con la apertura del tramo La Coruña-Lugo de la línea férrea que pretendía unir Palencia con La Coruña. La Compañía de los Ferrocarriles de Asturias, Galicia y León fue la encargada de las obras. Dicha compañía se creó para continuar con las obras iniciadas por Noroeste y gestionar sus líneas ante la quiebra de la misma. Sin embargo la situación financiera de esta última también se volvió rápidamente delicada siendo absorbida por Norte en 1885. Por su parte, el ramal a Ferrol data de 1913. Realmente este ferrocarril se empezó a gestar desde que se cerró el tramo La Coruña-Lugo. Sin embargo, las subastas que se fueron realizando se fueron cerrando sin lograr un adjudicatario lo que llevó finalmente al Estado a encargarse de la obra. 
En 1941, con la nacionalización del ferrocarril en España la estación pasó a ser gestiona por RENFE. 
Desde el 31 de diciembre de 2004 Renfe Operadora explota la línea mientras que Adif es la titular de las instalaciones ferroviarias.

## La estación
El edificio de viajeros de la estación de Betanzos es una estructura de dos pisos que luce un aspecto clásico. La estación se encuentra situada en Infiesta, perteneciente a la parroquia de Requián, al suroeste del núcleo urbano de Betanzos. Cuenta con tres andenes, de los cuales uno es lateral y los otros dos son centrales, a los que acceden tres vías. Dos de los andenes están cubiertos por marquesina. La estación consta de un total de cuatro vías pasantes, a las que se les suma una vía topera.
A cincuenta metros de la entrada de la estación se encuentra una parada de autobús de Transporte Metropolitano de Galicia, con servicios regulares al casco urbano de Betanzos y otras localidades.

## Servicios ferroviarios

### Larga Distancia
En la estación de Betanzos-Infiesta efectúan parada los trenes Alvia que unen las estaciones de Ferrol y Madrid-Chamartín-Clara Campoamor. Hasta marzo de 2020 también circulaba el Trenhotel Atlántico, un tren nocturno que también unía Madrid con Ferrol y que fue suprimido por la pandemia de COVID-19.

### Media Distancia
En la estación se detienen los trenes de Media Distancia que unen La Coruña con Monforte de Lemos u Orense, con una frecuencia de dos trenes por sentido, y La Coruña con Ferrol.